# Неплодност (филм)
„Неплодност” (словен. Pustota) је југословенски и словеначки филм из 1982. године. Режирао га је Јоже Гале који је написао и сценарио.

## Улоге
| Глумац         | Улога |
| -------------- | ----- |
| Јанез Албрехт  |       |
| Деметер Битенц |       |
| Силво Божић    |       |
| Марјана Брецељ |       |
| Вероника Дролц |       |
| Макс Фуријан   |       |
| Бране Грубер   |       |
| Тоне Хомар     |       |
| Жељко Хрс      |       |
| Изток Јереб    |       |
| Борис Јух      |       |

Остале улоге  ▼
| Глумац          | Улога |
| --------------- | ----- |
| Андреј Курент   |       |
| Франц Марковчић |       |
| Иванка Мезан    |       |
| Јерца Мрзел     |       |
| Лојзе Розман    |       |
| Даре Улага      |       |
| Даре Валич      |       |
| Полона Ветрих   |       |
| Ива Зупанчич    |       |